# ماثيو برات
ماثيو برات (بالإنجليزية: Matthew Pratt)‏ هو رسام أمريكي، ولد في 23 سبتمبر 1734 في فيلادلفيا في الولايات المتحدة، وتوفي بنفس المكان في 9 يناير 1805.